# A. E. Larson Building
El A.E. Larson Building es un destacado edificio de oficinas art déco en Yakima, Washington (Estados Unidos), construido en 1931. Cuando se construyó, la estructura de ladrillo de once pisos era, con mucho, el edificio más alto de Yakima, una ciudad por lo demás baja. Fue construido por el empresario Alfred E. Larson y diseñado por el arquitecto local John W. Maloney.

## Descripción
El A.E. Larson tiene 57,30 metros de altura arquitectónica, y 40 m por 20 m en planta. Tiene once pisos de altura, con tiendas en la planta baja, junto con el vestíbulo principal. El edificio está revestido con ladrillos de color salmón y terracota. El nivel del suelo está revestido de piedra con detalles en bronce art déco. El edificio se eleva directamente desde esta base hasta el décimo piso, donde retrocede, con retranqueos más profundos en el undécimo piso. El vestíbulo está ricamente detallado en piedra y bronce, con elaborados marcos de bronce en las tres entradas del ascensor. Las ventanas originales son un marco de acero único con bisagras verticales que permite la limpieza desde el interior.

## Historia
Alfred E. Larson nació en Minnesota y llegó a Washington en 1884, donde trabajó en campamentos madereros. Llegó a Yakima en 1891 para comprar un almacén de madera. Un hombre de negocios exitoso, compró bienes raíces, se involucró en política y promovió negocios locales. A pesar de la Gran Depresión, Larson comprometió 600.000 dólares de sus propios fondos para construir el  A.E. Larson Building en 1931, beneficiándose de los costos de construcción reducidos. Contrató a John W. Maloney, un arquitecto de Yakima, para diseñar su edificio, ya Hans Pederson Construction Company para construirlo. La nueva torre reemplazó un edificio bancario en el sitio. Larson murió en 1934 y Maloney se mudó a Seattle en 1946.
El edificio fue incluido en el Registro Nacional de Lugares Históricos el 11 de septiembre de 1984.